# 아프리카 개발 은행
아프리카 개발 은행 그룹(African Development Bank Group)은 아프리카 국가에 개발 자금을 대부, 경제 개발 촉진을 목적으로 한 국제 금융 기관이다. 1964년 9월에 설립하였으며 아랍 국가들과 나이지리아 등 25개국이 참가하고 있다. 자본금은 2억5천만 달러이다. 특히 몇몇 나라에 걸친 개발계획에 대해서는 우선적으로 대부한다는 점이 특징이다.

## 구성
- 아프리카 개발 은행 (African Development Bank)
- 아프리카 개발 기금 (African Development Fund)
- 나이지리아 신용 기금 (Nigeria Trust Fund)

## 회원
아프리카 개발 은행 수익자 국가:
| - 알제리 - 보츠와나 - 이집트 - 적도 기니 - 가봉 - 모리셔스 | - 모로코 - 나미비아 - 세이셸 - 남아프리카 공화국 - 에스와티니 - 튀니지 |

아프리카 개발 기금 수익자 국가:
| - 앙골라 - 베냉 - 부르키나파소 - 부룬디 - 카메룬 - 카보베르데 - 중앙아프리카 공화국 - 차드 - 코모로 - 콩고 민주 공화국 - 콩고 공화국 - 코트디부아르 - 지부티 - 에리트레아 - 에티오피아 - 감비아 - 가나 - 기니 - 기니비사우 | - 케냐 - 레소토 - 라이베리아 - 마다가스카르 - 말라위 - 말리 - 모리타니 - 모잠비크 - 니제르 - 르완다 - 상투메 프린시페 - 세네갈 - 시에라리온 - 소말리아 - 수단 - 탄자니아 - 토고 - 우간다 - 잠비아 |

녹색은 AFDB 회원 국가, 파랑색은 ADF 회원 국가, 붉은색은 비아프리카 회원 국가

아프리카 개발 은행과 아프리카 개발 기금 수익자 국가:
| - 나이지리아 - 짐바브웨 |

각주:사하라 아랍 민주 공화국을 제외하였지만 모리타니를 포함하는 아프리카 연합은 나이지리아 신용기금의 자격이 있다. 모로코는 또한 아프리카 연합의 회원이 아니더라도 자격이 있다.
비 아프리카 회원 국가:
| - 아르헨티나 - 오스트리아 - 벨기에 - 브라질 - 캐나다 - 중국 - 덴마크 - 핀란드 - 프랑스 - 독일 - 인도 - 이탈리아 | - 일본 - 쿠웨이트 - 네덜란드 - 노르웨이 - 포르투갈 - 사우디아라비아 - 대한민국 - 스페인 - 스웨덴 - 스위스 - 튀르키예 - 영국 - 미국 |

## 같이 보기
- 아시아 개발 은행
- 아시아 인프라 투자 은행
- 유럽 투자은행
- 미주개발은행